# Бриджмен, Фредерик Артур
Фредерик Артур Бриджмен (англ. Frederick Arthur Bridgman, 10 ноября 1847 — 13 января 1928) — американский художник-ориенталист.

## Биография
Отец Фредерика был родом из штата Массачусетс и работал странствующим врачом. Он умер, когда Фредерику было три года, находясь с семьёй на юге США, в штате Алабама, после чего мать увезла будущего художника с братом обратно в Бостон, столицу штата Массачусетс, так как опасалась нарастания конфликта между Севером и Югом (см. Гражданская война в США). Вскоре они перебираются в Нью-Йорк, где Фредерик становится учеником гравёра в American Banknote Company. Но несмотря на успехи в карьере, он начал уделять больше времени живописи, посещая вечерние занятия сначала в Бруклинской Ассоциации искусств, а затем в Национальной Академии дизайна. В 1865 и 1866 годах выставлял свои работы в данной Ассоциации.
В 1866 году при финансовой поддержке бруклинских бизнесменов он отправился во Францию. Осенью он поступает в студию Жана-Леона Жерома. Вскоре его работы выставляются на парижских салонах. Его картина «A Provincial Circus» имела большой успех в Салоне 1870 года.
Зиму 1872—1873 годов он провёл в Испании и Алжире. Работы, созданные за этот период, с большим успехом были выставлены в Салоне 1873 года, и в результате художник следующей зимой снова посетил Северную Африку, на этот раз Египет, совместно с Чарльзом Спарком Пирсом. Здесь он рисует фрагменты уличной жизни Каира и памятники исламской культуры, а также сюжеты по мотивам его путешествия вверх по течению Нила, которое длилось 3,5 месяца. В Салоне 1877 года особую популярность имела его картина «The Mummy's Funeral». Получив известность, он женится на молодой и состоятельной девушке из Бостона — Флоренс Мотт Бэйкер.
Пик его карьеры пришёлся на 1881 год, когда была проведена его персональная выставка в American Art Gallery, на которой было представлено более 300 его работ. После этого Бриджман был избран членом Национальной Академии дизайна.
Зимой 1885—1886 годов он возвращается в Алжир вместе с женой, не только для работы, но и для того, чтобы поправить здоровье жены, которая страдала наследственной неврологической болезнью. В 1901 году его жена Флоренс умирает, спустя три года он женится снова, на Мартэ Йегерь. В 1907 году его удостаивают Ордена Почётного легиона. После Первой мировой войны его популярность снизилась и он перебрался в Нормандию, где продолжил занятия живописью вплоть до своей смерти в 1928 году.

## Галерея

Примеры работ
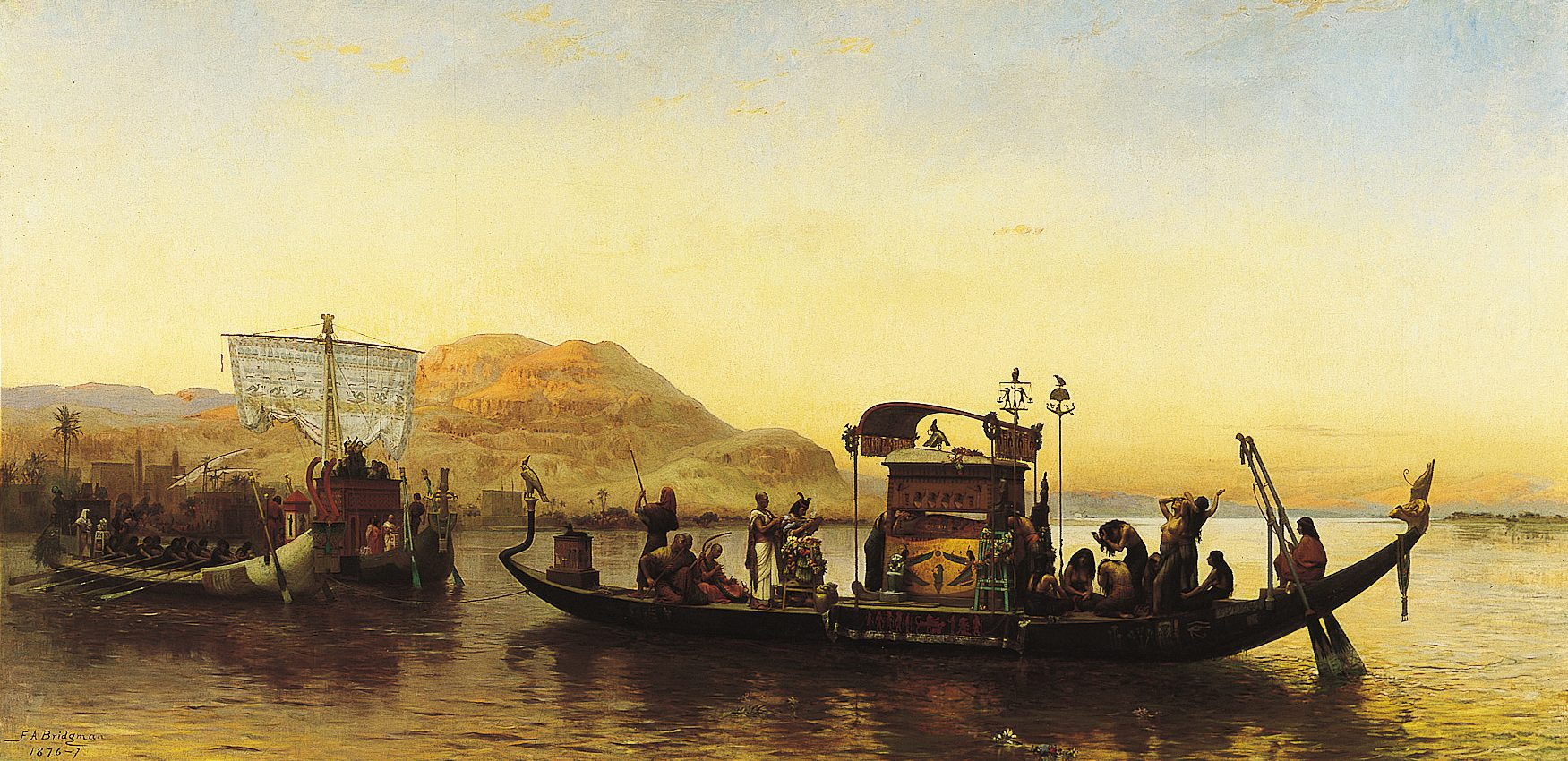
Похороны мумии (1877)
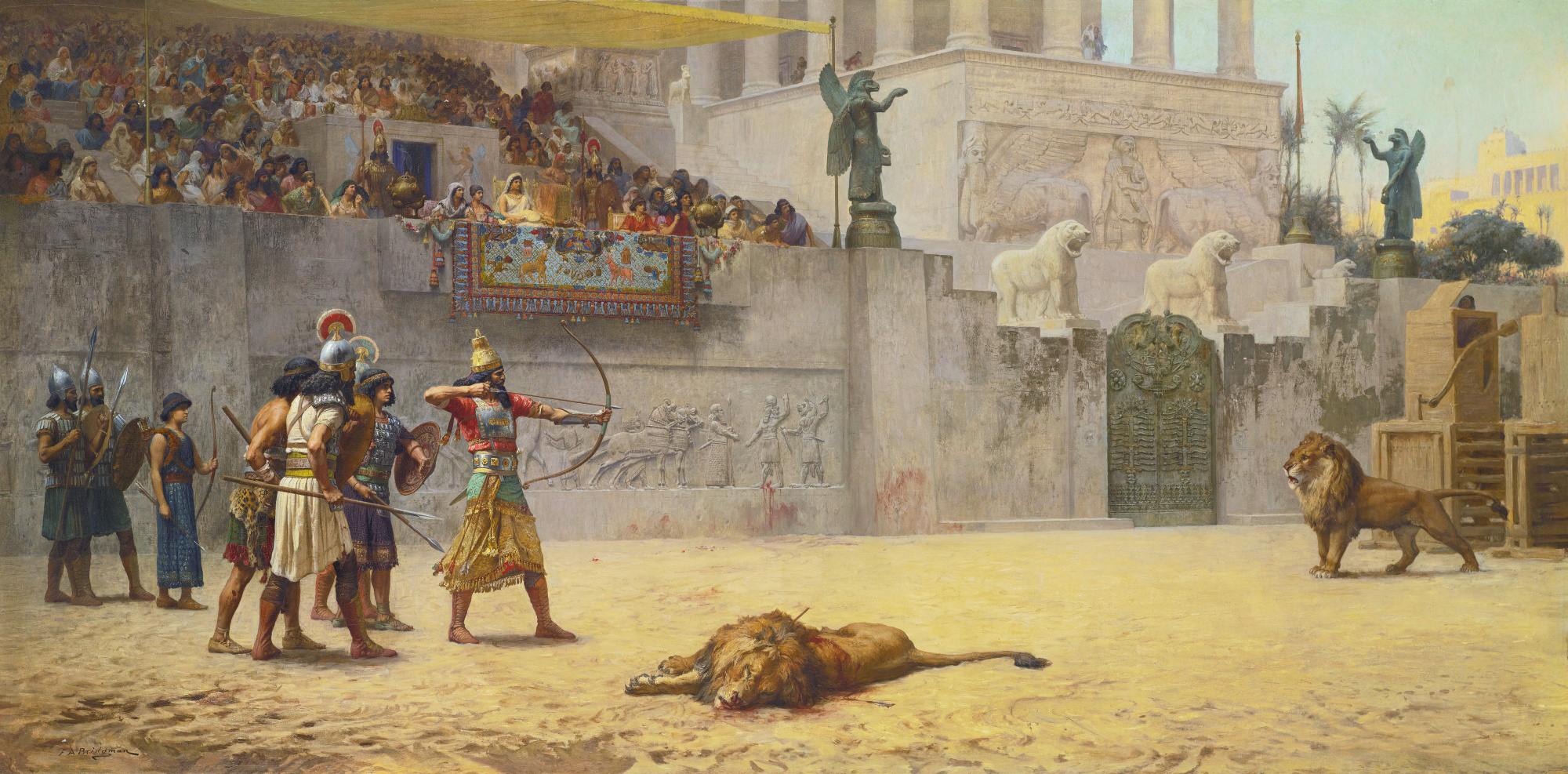
Развлечение ассирийского царя (1878)
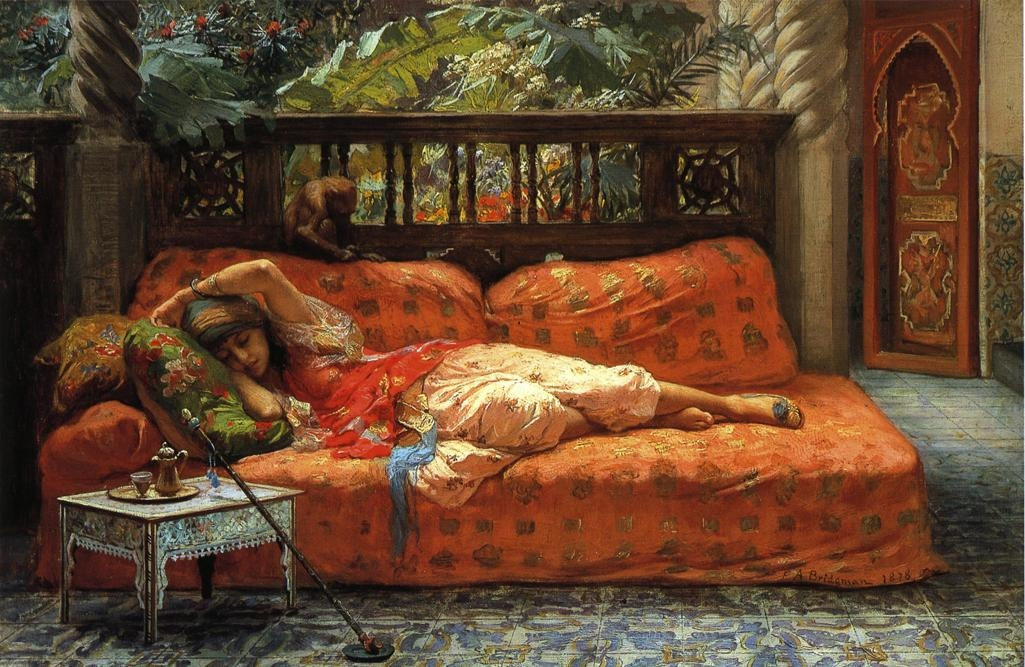
Сиеста (1878)
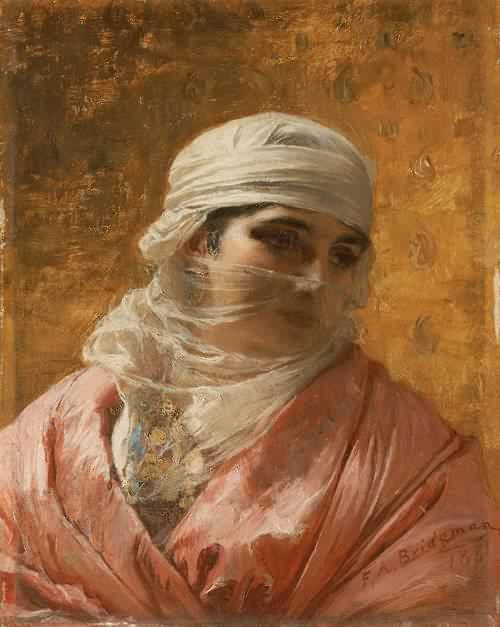
Черкешенка (1881)
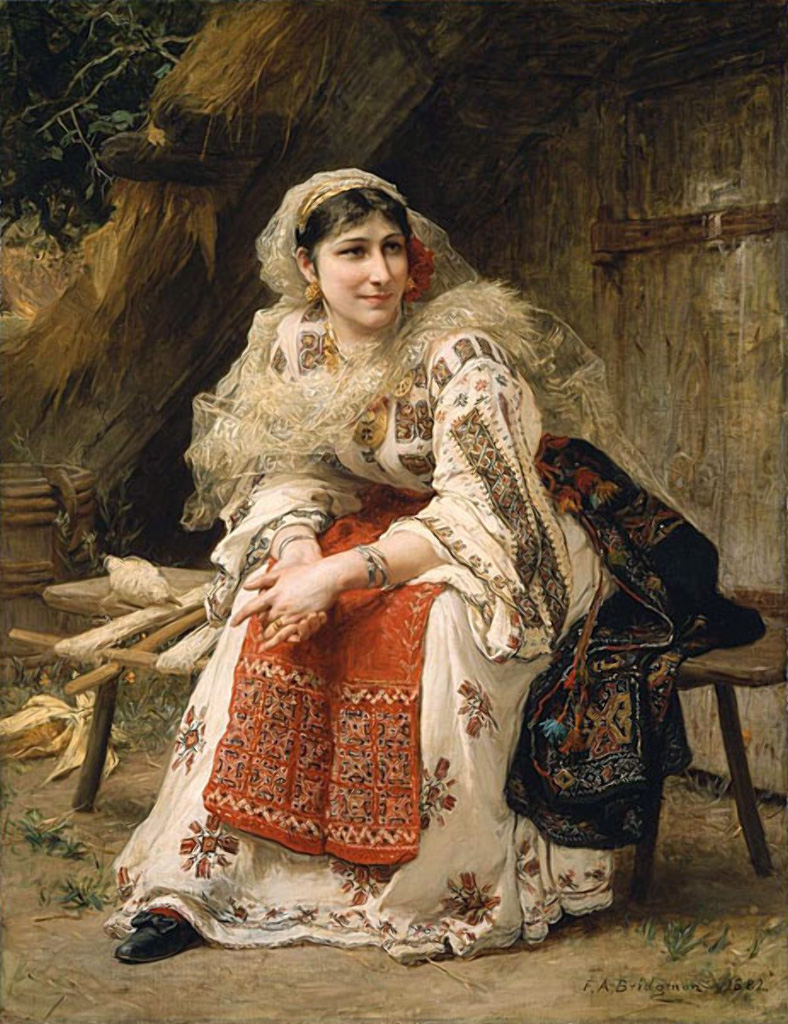
Армянка (1882)
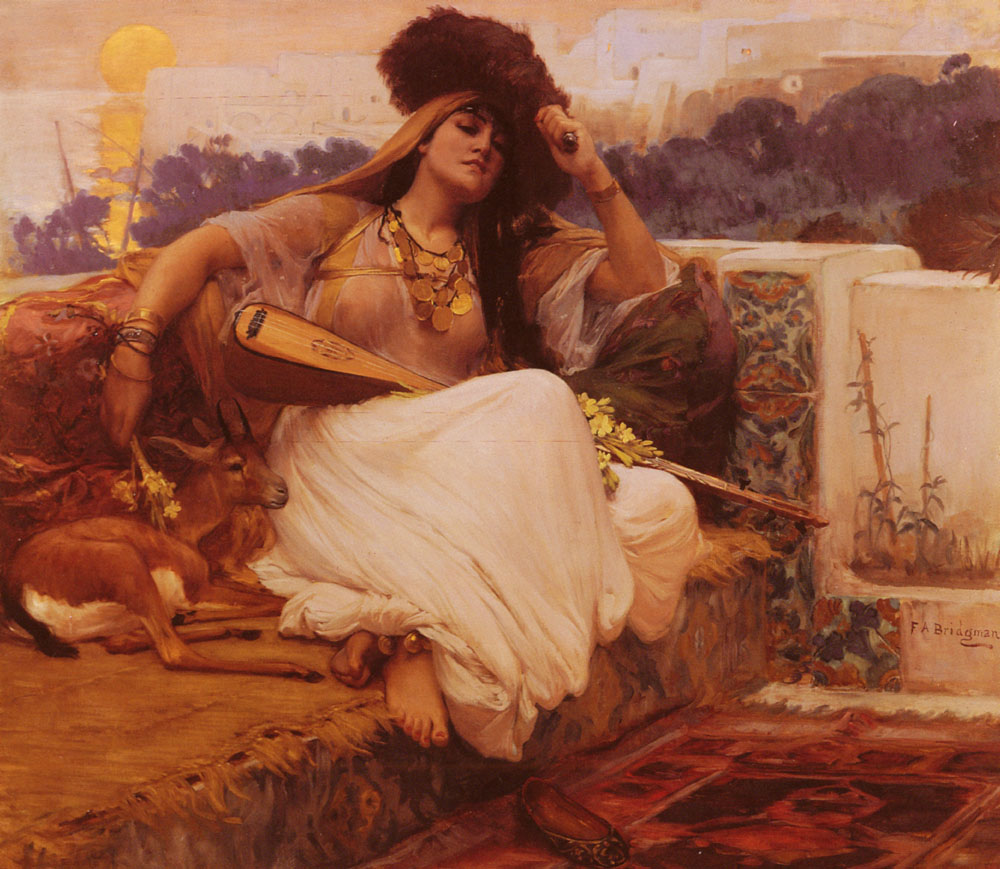
Ленность (ок. 1880)
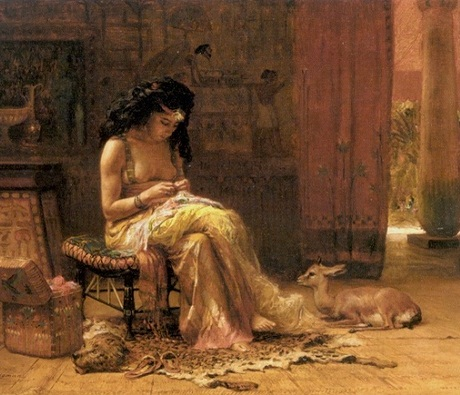
За шитьём (ок. 1880)
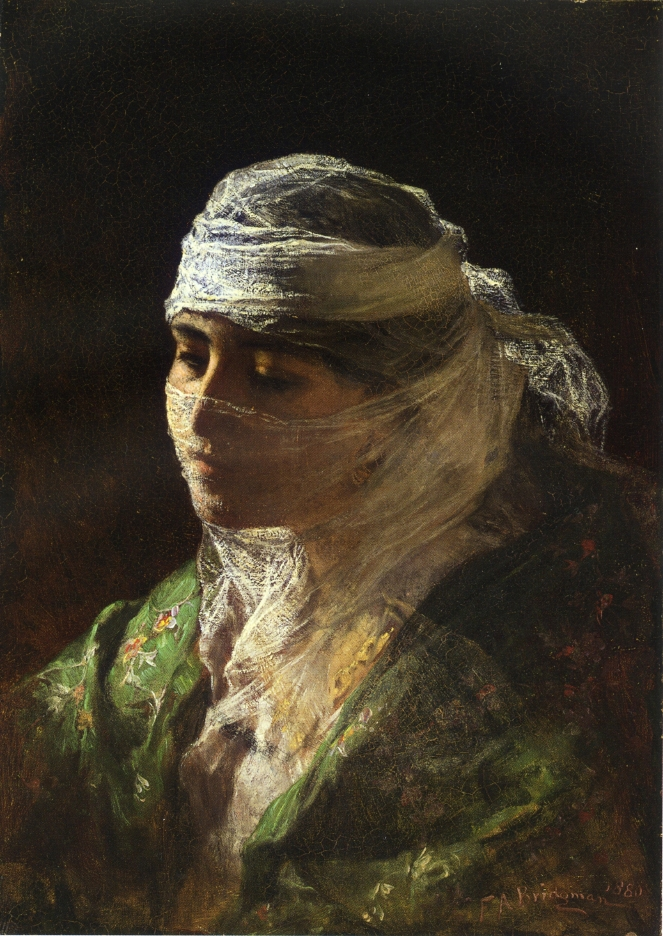
Красавица с вуалью из Константинополя (ок. 1890)
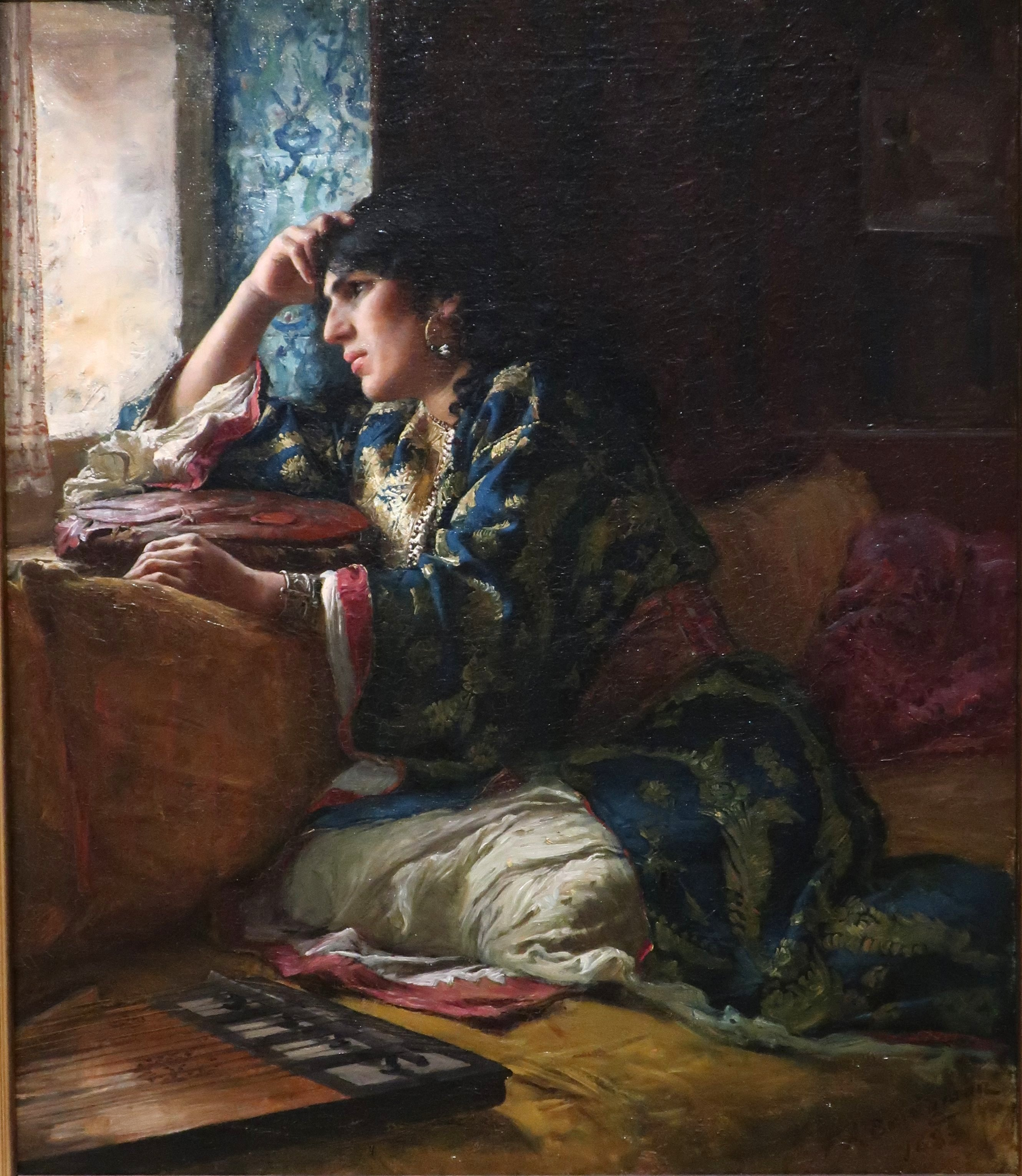
Марокканка Аиша (ок. 1890)
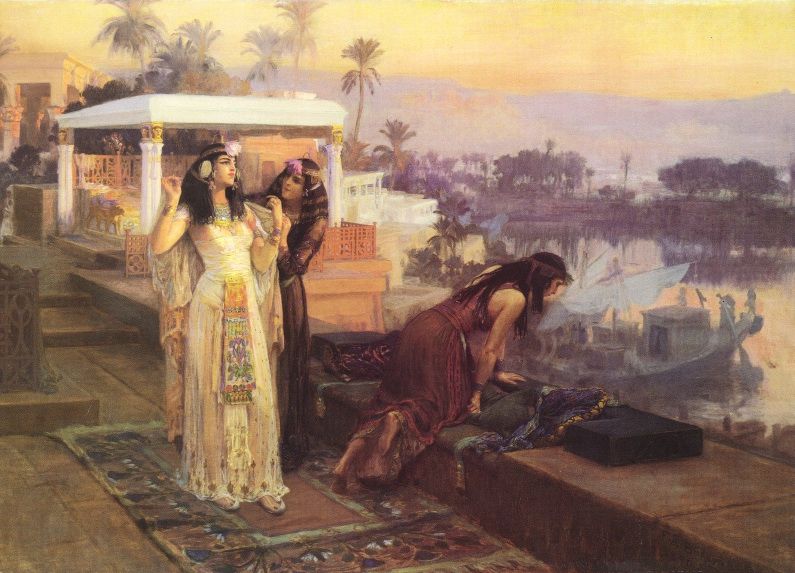
Клеопатра на террасе в Филэ (1896)
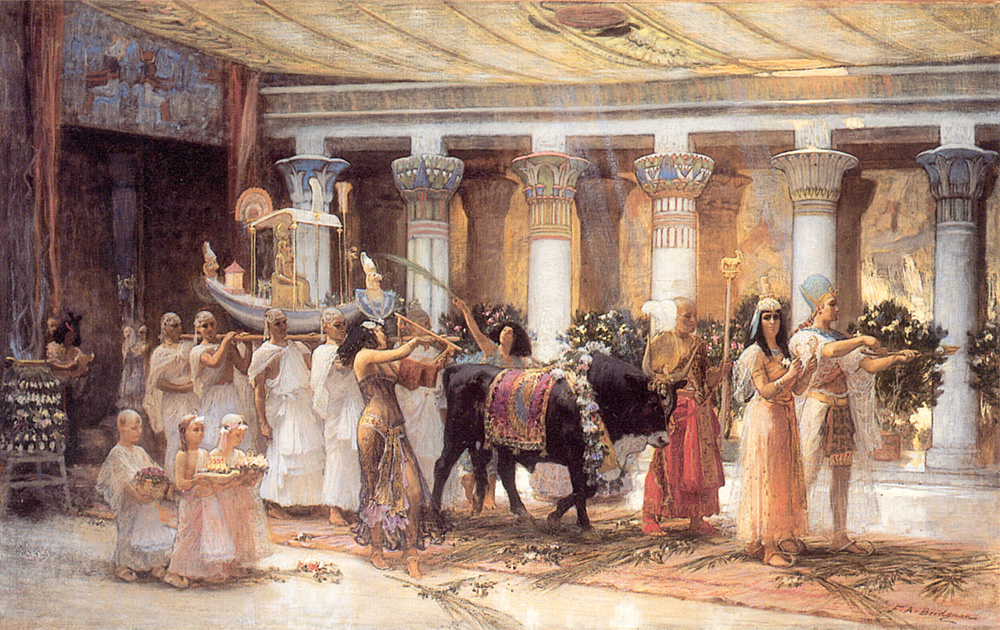
Шествие священного быка Анубиса (ошибочное наименование Аписа), ок. 1885
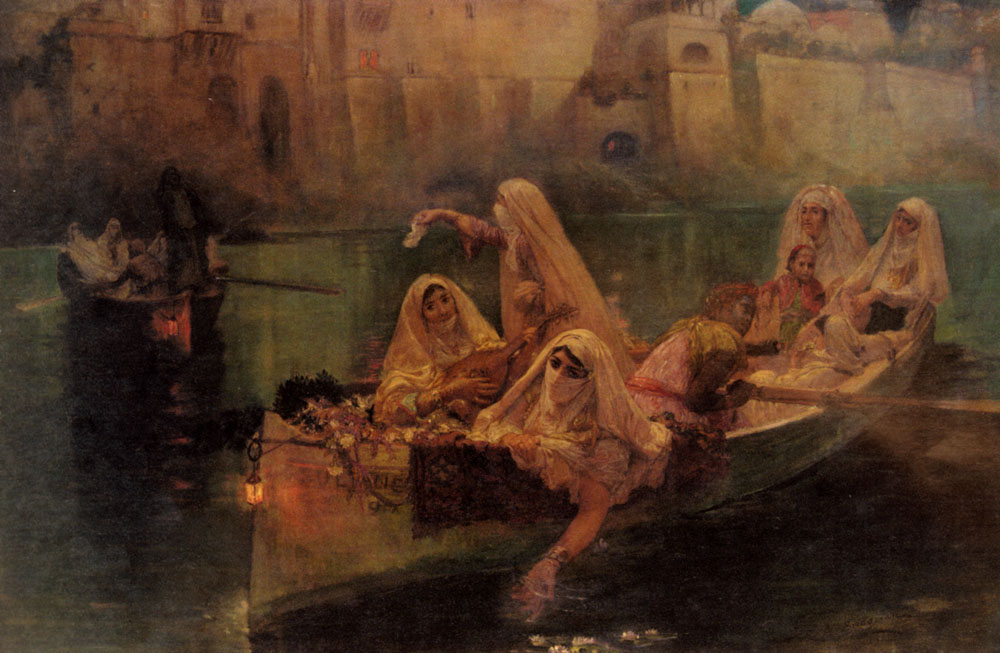
Лодки гарема (ок. 1885)
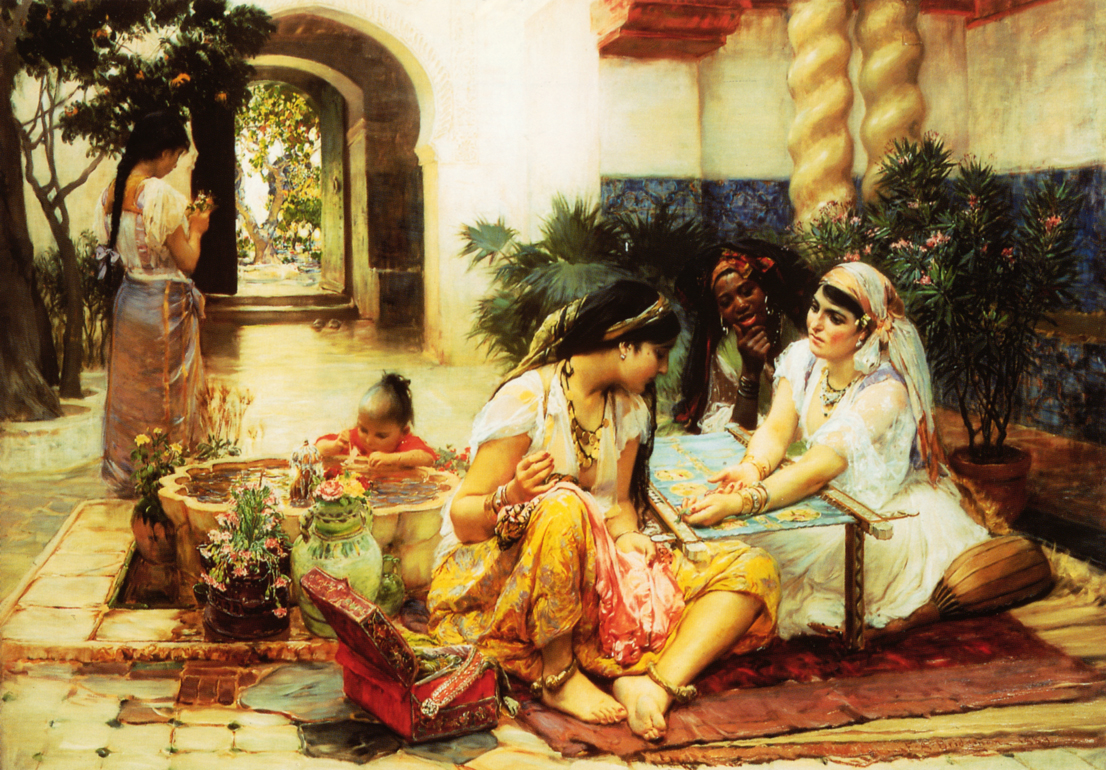
В алжирской деревне Эль-Бьяр (1889)
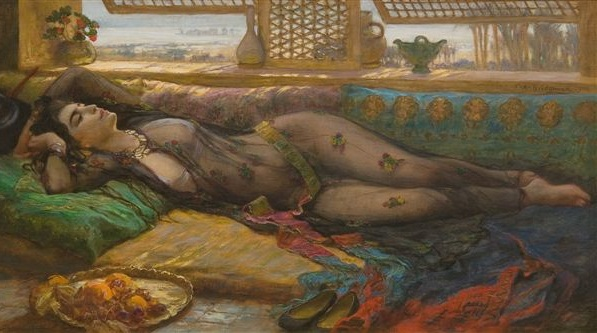
Лежащая красавица